# Лусагюх (Араґацотн)
Лусагюх (вірм. Լուսագյուղ) — село в марзі Арагацотн, на північному заході Вірменії. Село розташоване за 3 км на північний схід від міста Апаран. Сільська церква датується 1887 р., але в селі збереглися і руїни церкви IV століття.